# Яблонська Ольга Данилівна
Яблонська Ольга Данилівна (*23 квітня 1921, Чернігів, УРСР — 19 травня 1997, Київ, Україна) — радянська і українська художниця-ілюстраторка, художниця по костюмах. Нагороджена медалями, значком «Отличник кинематографии СССР».

## Життєпис
Народилася у м. Чернігові в родині робітника. Закінчила Київський художній інститут (1951, клас О. Пащенка, В. Касіяна).
Працювала художником-ілюстратором у видавництві «Радянська школа».
Учасниця республіканських та закордонних виставок.
З 1958 р. була художником по костюмах Київської кіностудії ім. О. П. Довженка, розробляла книжкову графіку.
Була членом Спілок кінематографістів і художників України.
Померла 19 травня 1997 р. у Києві.

## Фільмографія
Брала участь в оформленні стрічок:
- «Команда з нашої вулиці» (1953)
- «Тривожна молодість» (1954)
- «Співа Україна» (1954, у співавт.)
- «Вогнище безсмертя» (1956)
- «Павло Корчагін» (1956)
- «Надзвичайна подія» (1958)
- «Катя-Катюша» (1960)
- «Квітка на камені» (1961)
- «Артист із Коханівки» (1961)
- «Серце Бонівура» (1964)
- «Юнга зі шхуни „Колумб“»
- «Хочу вірити» (1965)
- «Їх знали тільки в обличчя» (1966)
- «Втікач з «Янтарного»» (1968)
- «На зорі туманної юності» (1970)
- «Іду до тебе...» (1971)
- «Така її доля»
- «Де ви, лицарі?» (1972)
- «Віра, Надія, Любов» (1972)
- «Ні пуху, ні пера» (1974)
- «Марина» (1974)
- «Прості турботи» (1975)
- «Полонез Огінського» (1979)
- «Р. В. Р.» (1977)
- «Тільки краплю душі» (1977)
- «Стара діва» (1978)
- «Червоні погони» (1979)
- «Чекаю і сподіваюсь» (1980, т/ф, 2 а)
- «Стратити немає можливості» (1982)
- «Климко» (1983, у співавт.) та ін.